# Е-картон
E-картон (енгл. Electronic medical record) представља компјутеризован медицински картон који се користи у здравственим организацијама и служи за прикупљање, анализу, складиштење и измену података. E-картон је основни део било ког компјутеризованог здравственог информационог система.

## Одлике е-картона
Компјутеризација и увођење информационих система у здравствене установе отворили су пут за стварање концепта компјутеризованог медицинског картона, којим је омогућено да сви подаци о и за пацијента буду у електронској форми. Овакав начин чувања медицинских информација ствара потенцијал за значајно побољшање квалитета медицинских услуга и повећање ефективности медицинске праксе. Здравствене установе које су увеле е-картон скратиле су административни пут на најмањи могући ниво, са потпуно тачним увидом од пружених услуга до података који се уносе у рецепт. Е-картон поседује систематски унутрашњи модел свих информација које поседује и подржава ефикасно прикупљање информација у складу са унутрашњим моделом.
Повећавањем ефикасности здравствене заштите и сигурности широком употребом електронског картона остварују се и огромне финансијске уштеде.

## Предности увођења е-картона
- Замењује традиционалне медицинске картоне који често могу бити недовршени, нечитљиви и загубљени.
- Повећава се безбедност прикупљених података и инсистира се на њиховој неповредивости и апсолутној поверљивости.
- Онемогућава се дуплирање рецепата.
- Избегава се могућност медицинске грешке (нпр. смерница лекарима за избегабање опасности услед прописивања некомпатибилних лекова или оних на које су пацијенти алергични, тако што ће аутоматски упозорити на овакву кобну комбинацију).
- Компјутеризовано писање и контрола упута за лабораторијске анализе (слање упута електронским путем са назначеним врстама анализа, које нису подложне никаквим променама од стране пацијента).
- Сви лабораторијски налази се архивирају у сам електронски картон.
- Олакшано поређење демографских података о пацијентима, искоришћавање тих података у статистичке сврхе и, на основу тога, подизање квалитета услуге здравствене заштите.
- Доступност евиденција о пруженим услугама и много боља контрола утрошеног материјала.[6]

## Е-картон у Србији
Србија се налази на самом почетку развоја е-здравства и преласку са администрације засноване на папиру на компјутерску обраду података. Процедуре о употреби тако чуваних података треба да буду у складу са правним оквирима е-здравства. Све дијагнозе пацијената из е-картона представљају поверљиве податке, и као такви морају бити тајна и не смеју бити доступни административном особљу нити било којим приватним здравственим установама, чиме се остварује заштита података пацијената. Проблематика увида у медицинску документацију регулисана је Законом о здравственој заштити.